# Heteropterys riparia
Heteropterys riparia är en tvåhjärtbladig växtart som beskrevs av José Cuatrecasas. Heteropterys riparia ingår i släktet Heteropterys och familjen Malpighiaceae. Inga underarter finns listade i Catalogue of Life.